# Spit It Out (canción)
«Spit It Out» (en hangul, 뱉어) es el sencillo debut de la cantante surcoreana y miembro del grupo Mamamoo, Solar. Fue lanzado el 23 de abril de 2020 por RBW. La canción fue escrita por Solar y Kim Do-hoon, quien también la produjo junto al rapero Sleepy.

## Composición
La canción fue escrita por Solar y Kim Do-hoon. Fue producida por Kim Do-hoon y el rapero Sleepy, y está compuesta en la clave de Re mayor con un tempo de 128 beats por minuto. Musicalmente, «Spit It Out» combina los géneros dark pop y Latin pop. Ha sido descrita como un tema empoderador construido en un «sonido trance sobre un beat enérgico». Incluye también riffs de guitarra que se mezclan con «sonidos de sintetizador», además de contener un hook pegadizo. La canción usa instrumentación de Bajo eléctrico y percusión para destacar la voz de la cantante. Las letras de la canción se centran en la confianza en una misma y el éxito. En sí, el tema «desata las palabras y acciones que Solar quiere decir, y expresa la confianza y seguridad de una personas que no está sujeta a los estándares de otras personas».

## Promoción
Solar realizó su primera presentación en el programa M Countdown el 23 de abril de 2020. También interpretó la canción en Music Bank, Show! Music Core, Inkigayo, The Show, y Show Champion. El tema obtuvo el primer lugar en el programa The Show. Posteriormente se publicó un vídeo, dirigido por Kim Jihoon, en el que se muestra a Solar y un grupo de bailarines interpretando la coreografía de la canción.

## Posicionamiento en listas

### Semanales
| Lista (2019)                              | Mejor posición |
| ----------------------------------------- | -------------- |
| Corea del Sur (Gaon Digital Chart)        | 96             |
| Corea del Sur (Gaon Álbum Chart)          | 2              |
| Estados Unidos (World Digital Song Sales) | 12             |

## Historial de lanzamiento
| País   | Fecha               | Formato                         | Sello |
| ------ | ------------------- | ------------------------------- | ----- |
| Varios | 23 de abril de 2020 | CD, descarga digital, streaming | RBW   |

## Premios en programas musicales
| Programa           | fecha               | Ref.   |
| ------------------ | ------------------- | ------ |
| The Show (SBS MTV) | 28 de abril de 2020 | [ 21 ] |